# تپه برزه
تپه برزه مربوط به هزاره سوم و ۱ قبل از میلاد - دوره ساسانیان - دوره سلجوقیان است و در شهرستان اسلام‌آباد غرب، بخش مرکزی، دهستان حومه شمالی، روستای برزه واقع شده و این اثر در تاریخ ۲۶ اسفند ۱۳۸۷ با شمارهٔ ثبت ۲۵۵۶۱ به‌عنوان یکی از آثار ملی ایران به ثبت رسیده است.